# Episodi di Un prete tra noi (seconda stagione)
La seconda stagione di Un prete tra noi è andata in onda in prima visione su Rai 2 nel 1999.
| nº | Titolo           | Prima TV Italia |
| -- | ---------------- | --------------- |
| 1  | Il ritorno       | 23 marzo 1999   |
| 2  | Dietro la porta  | 24 marzo 1999   |
| 3  | La vendetta      | 30 marzo 1999   |
| 4  | Per troppo amore | 1º aprile 1999  |
| 5  | Il deltaplano    | 6 aprile 1999   |
| 6  | Due madri        | 8 aprile 1999   |

## Il ritorno
- Diretto da:
- Scritto da:

Trama
A Don Marco, dopo un periodo trascorso fuori Roma, è assegnato il ruolo di cappellano del carcere di Rebibbia. Cercherà di convincere i figli di un carcerato a riallacciare i rapporti con lui.
- Altri interpreti

## Il deltaplano
- Altri interpreti: Ugo Pagliai Portale Televisione: accedi alle voci di Wikipedia che trattano di televisione

## Due madri
- Altri interpreti: Paola Gassman, Gianna Giacchetti.